# Iscra-Stali Rybnica
Iskra Rybnica (rum. Fotbal Club Iscra Rîbnița) – mołdawski klub piłkarski z siedzibą w Rybnicy.

## Historia
Chronologia nazw:
- 1995: Cimentul Rybnica
- 2002: Iskra Rybnica
- 2004: Iskra-Stal Rybnica

Drużyna piłkarska Cimentul została założona w mieście Rybnica w 1995.
W sezonie 1995/96 klub startował w Divizia A. W 2002 zmienił nazwę na Iskra, a w 2008 na Iskra-Stal po połączeniu z klubem Stal. W sezonie 2005/06 zdobył awans do pierwszej ligi. W sezonie 2006/07 debiutował w Wyższej Lidze Mołdawii, w której występował do sezonu 2012/13.

## Sukcesy
- 3 miejsce w Divizia Națională: 2008/09
- Zdobywca Pucharu Mołdawii: 2010/11

## Europejskie puchary
Legenda do wszystkich tabel:
- Q – runda eliminacyjna, 1/16, 1/8, 1/4, 1/2 – odpowiednia faza rozgrywek, Grupa – runda grupowa, 1r gr – pierwsza runda grupowa, 2r gr – druga runda grupowa, F – finał, R – runda, PO – play-off
- k. – rzuty karne, los. – losowanie, Dogr. – dogrywka, w. – zasada bramek strzelonych na wyjeździe

| Sezon   | Rozgrywki   | Runda | Klub              | Dom | Wyjazd | Ogólnie |
| ------- | ----------- | ----- | ----------------- | --- | ------ | ------- |
| 2009/10 | Liga Europy | 2Q    | Czerno More Warna | 0–3 | 0–1    | 0–4     |
| 2010/11 | Liga Europy | 2Q    | IF Elfsborg       | 0–1 | 1–2    | 1–3     |
| 2011/12 | Liga Europy | 2Q    | NK Varaždin       | 1–1 | 1–3    | 2–4     |